# Диего Гарсия де Эррера
Диего Гарсия де Эррера-и-Айяла (исп. Diego García de Herrera y Ayala; около 1417, Севилья — 22 июня 1485, Фуэртевентура) — кастильский дворянин и конкистадор, территориальный сеньор Канарских островов (по праву жены).
Диего называл себя королем Канарских островов, титул, который он сохранял до передачи католическим монархам островов Ла-Пальма, Гран-Канария и Тенерифе, сделанных им и его женой в 1477 году.

## Биография
Он родился в Севилье около 1417 года, третий сын Педро Гарсия де Эррера-и-Рохаса (1390—1455), маршала Кастилии и сеньора Ампудии, который был участвовал во время взятия Антекеры и завоевал Химену-де-ла-Фронтеру в 1431 году, и Марии де Айяла-и-Сармьенто, сеньоры Куадрилья-де-Аяла и городов Сальватьерра, Салинильяс и Берберана.
Диего де Эррера, который был регидором Севильи с 1453 по 1478 год, объединил свои владения и предпринимал неоднократные попытки завершить завоевание архипелага.

### Права владения Канарскими островами: судебные иски
Власть над островами, которыми они владели, была лишь номинальной в отношении Гран-Канарии, Тенерифе и Ла-Пальмы и очень ненадежной в остальных из-за восстания туземцев и конкуренции со стороны португальцев.
У Диего Гарсия де Эррера были судебные процессы как с Короной Кастилии, так и с Королевством Португалия из-за его прав на острова как мужа Инес Пераса, наследницы Эрнана. В 1454 году им удалось под свою власть вернуть остров Лансароте от короля Кастилии Энрике IV, в 1454 году им также удалось добиться от инфанта Энрике Мореплавателя той части Ла-Гомеры, которую занимали его вассалы, а в 1468 году кастильский монарх был вынужден отозвать уступку о завоевании непокорных островов, которую он сделал в пользу нескольких португальских дворян в 1464 году.

### Поглощение Гран-Канарии и Тенерифе
В 1461 году Диего Гарсия де Эррера прибыл, чтобы завладеть островом Гран-Канария, получив вассальную зависимость от гуанартемов Тельде и Гальдара, но остров снова поднимется с оружием в руках.

### Башня Аньязо
В 1464 году Диего Гарсия дн Эррера попытался проникнуть внутрь острова Тенерифе, но после двух военных поражений решил вести переговоры со всем тагорором или советом острова во главе с Имобахом де Таоро, и они достигли соглашения, позволившего ему сохранить поселение на острове, хотя некоторые историки утверждают, что до смерти Диего и инициативы его сына Санчо стабильного поселения испанцев на Тенерифе не было. Он также совершал многочисленные экспедиции к африканскому побережью для торговли, доставки рабов на острова и преследования берберов и португальцев.

### Восстания на Фуэртевентуре и Лансароте
В 1476 году коренные жители Лансароте восстали против сеньоральной власти семьи Эррера-Пераса. Жители Лансароте просились в вассалы кастильской короны перед лицом бесчинств лордов, обращаясь в суд с жалобами и другими документами. Затем лорды Канарских островов начали преследовать мятежников, изгоняя или казня их, пока короли не отправили Эстебана Переса де Кабитоса, следственного судьи, на Лансароте для сбора информации о правах лордов на острова.

### Капитуляция
В 1477 году Диего Гарсия дн Эррера предоставил капитуляции католическим монархам, по которым от имени своей жены он уступил короне права, которые он имел на Гран-Канарию, Тенерифе и Ла-Пальму, оставив за собой четыре больших острова Лансароте, Фуэртевентура, Иерро и Ла-Гомера и меньшие Алегранса, Ла-Грасьоса, Санта-Клара и Лобос, с другими скалами или островками. Монархи компенсировали ему «пятью рассказами о мараведи наличными на расходы и титулом графа Ла-Гомеры железом, и он и его жена донья Инес Пераса отказались от всех прав и действий, которые они имели в отношении других островов».

### Основание Санта-Крус-де-ла-Мар Пекенья
В 1478 году Диего де Эррера построил башню в устье реки Мар-Пекенья на западном побережье Африки, отметив, что корона Кастилии впервые завладела территорией на этом континенте.

### Смерть
Диего Гарсия дн Эррера скончался на Фуэртевентуре 22 июня 1485 года и был похоронен во францисканском монастыре Сан-Буэнавентура, который он построил на свои средства. Титул графа Ла-Гомера, который католические монархи обещали ему в вышеупомянутых капитуляциях, был пожалован ему королевской канцелярией, изданной на его имя в 1487 году, когда он уже умер.

## Брак и потомство
В 1443 году он женился на Инес Пераса де лас Касас (ок. 1424—1503), наследнице сеньории Канарских островов, оставив пятерых детей:
- Педро Гарсия де Эррера, старший сын, лишенный наследства.
- Эрнан Пераса Младший, унаследовавший власть над островами Ла-Гомера и Иерро.
- Санчо де Эррера Эль-Вьехо, унаследовавший часть владений на островах Лансароте и Фуэртевентура с 1503 по 1534 год
- Констанца Сармьенто, 1-я сеньора части Лансароте и Фуэртевентуры с 1503 года, вышедшая замуж за Педро Фернандеса де Сааведра Эль-Вьехо.
- Мария де Айала, 1-я сеньора части Лансароте и Фуэртевентуры с 1503 года, вышедшая замуж за Диего де Сильва-и-Менесеса, 1-го графа Порталегри с 1496 по 1504 год.